# Robert Minor

Satirteckning av Robert Minor i tidskriften The Masses, juli 1916. Teckningens undertext: "Army Medical Examiner: 'At last a perfect soldier!'"

Robert Berkeley "Bob" Minor, född 15 juli 1884, död 1952, var en amerikansk kommunist och berömd serietecknare, född i Texas.
Robert Minor gick med i Socialist Party of America 1907, och efter att själv ha upplevt den tyska revolutionen 1919, valde han att ansluta sig till det amerikanska kommunistpartiet. Robert Minor reste till Spanien och kämpade i inbördeskriget mot fascisterna. Vid återkomsten till USA flyttade Minor till sydstaterna där han deltog i kampen för de svartas rättigheter.